# Teucholabis cinereiceps
Teucholabis cinereiceps är en tvåvingeart som beskrevs av Alexander 1928. Teucholabis cinereiceps ingår i släktet Teucholabis och familjen småharkrankar. Inga underarter finns listade i Catalogue of Life.